# Miesbacher Anzeiger
Der Miesbacher Anzeiger war eine 1874 gegründete und bis zu ihrem Verbot 1945 bestehende deutsche Zeitung. Deutschlandweite Beachtung fand das Blatt Anfang der 1920er-Jahre durch oftmals und meist anonym durch Ludwig Thoma verfasste „antidemokratische, antisemitische Hetzartikel“.

## Publikationsgeschichte
Der Anzeiger wurde 1874 in Miesbach für einen landwirtschaftlich geprägten Leserkreis gegründet. 1876 wurde er von der Verlegerfamilie Mayr übernommen. Unter der Federführung der Mayrs besaß das Blatt in den ersten Jahrzehnten seines Bestehens einen deutlich liberalen Charakter. Seit der Jahrhundertwende war seine Ausprägung konservativer, und es stand dem Zentrum nahe. 
In der politisch instabilen Zeit nach dem Ersten Weltkrieg vollzog der Anzeiger vorübergehend einen deutlichen Ruck nach rechts. Ach und Pentrop werten ihn für diese Zeit als ein „einflussreiches antidemokratisches katholisches Blatt“. Maßgebliche Verantwortung hierfür trug der Redakteur Klaus Eck, der den Anzeiger zu einem Forum der extremen Rechten machte. So schrieben neben dem nationalistisch-antisemitisch gewendeten Ludwig Thoma, der in der Zeitung „beinahe jeden dritten Tag“ anonym hetzte, auch frühe Parteigänger Adolf Hitlers wie Dietrich Eckart und Bernhard Stempfle, der von 1922 bis Ende 1925 Herausgeber und politischer Redakteur des Anzeigers war. Der der NSDAP zu dieser Zeit nahestehende Erich Ludendorff befand später, dass die nationalsozialistische Propaganda des Miesbacher Anzeigers der frühen 1920er Jahre auch in Norddeutschland besonders großen Anklang gefunden habe. Denn dort habe er jenen Menschen „die Köpfe verwirrt“, die „begierig“ alles aufgenommen hätten, was Stempfle ihnen mit dem Miesbacher Anzeiger über die „Ordnungszelle Bayern“ suggeriert habe. Die extrem nationalistischen Kommentare des Anzeigers zur Außenpolitik führten schließlich dazu, dass das Blatt 1922 drei Monate lang im Hoheitsgebiet der interalliierten Rheinlandkommission verboten wurde.
Seit 1922 erneut unter Eigenregie der Familie Mayr, mäßigte sich der Stil der Zeitung wieder. 1945 wurde der Anzeiger von den Alliierten verboten. Anschließend wurde er unter dem Namen Miesbacher Merkur als Lokalteil (Kopfblatt) des Münchner Merkurs fortgeführt.